# Iuri Txesnokov
Iuri Txesnokov   (Moscou, 22 de gener de 1933 - Moscou, 29 de maig de 2010) fou un jugador de voleibol rus que va competir sota bandera soviètica durant les dècades de 1950 i 1960.
El 1964 va prendre part en els Jocs Olímpics de Tòquio, on guanyà la medalla d'or en la competició de voleibol. En el seu palmarès també destaquen dues medalles d'or (1960 i 1962) al Campionat del Món de voleibol i una de bronze (1963) al Campionat d'Europa.
A nivell de clubs jugà amb el CSKA Moskvà, amb qui guanyà nou edicions de la lliga soviètica (1954, 1955, 1958, 1960-1963, 1965 i 1966) i dues copes d'Europa (1960 i 1962). Un cop retirat va treballar a la Federació Internacional de Voleibol. El 2000 fou inclòs al Volleyball Hall of Fame.